# 布里尤
布里尤（法語：Briou，法語發音：[bʁiju]）是法国卢瓦-谢尔省的一个市镇，属于布卢瓦区。

## 地理
布里尤（47°48'48"N, 1°28'41"E）面积10.17 平方千米，位于法国中央-卢瓦尔河谷大区卢瓦-谢尔省，该省份为法国中北部省份，北起厄尔-卢瓦省，东北接卢瓦雷省，东南接谢尔省，南至安德尔省，西南接安德尔-卢瓦尔省，西北接萨尔特省。
与布里尤接壤的市镇（或旧市镇、城区）包括：洛尔日、勒普莱西莱谢勒、罗什、圣洛朗德布瓦。

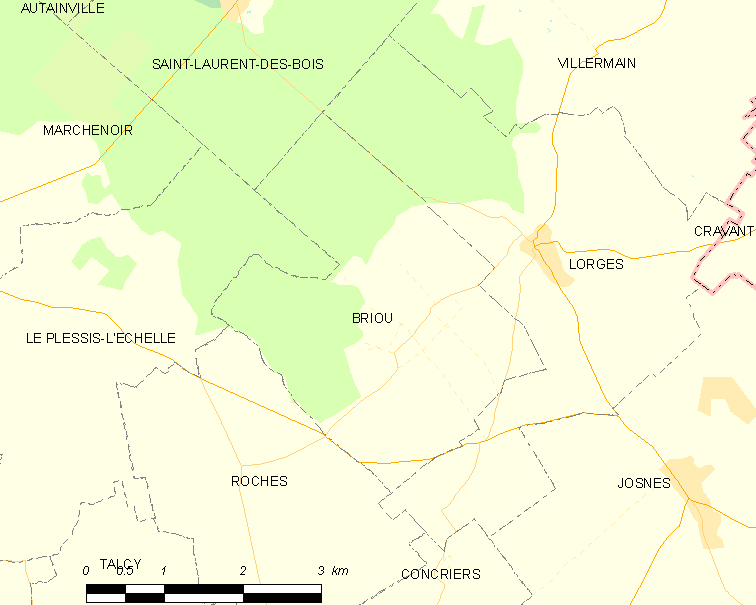
布里尤的OSM定位图

布里尤的时区为UTC+01:00、UTC+02:00（夏令时）。

## 行政
布里尤的邮政编码为41370，INSEE市镇编码为41027。

## 政治
布里尤所属的省级选区为拉博斯县。

## 人口

1962-2008年间布里尤人口变化图示

布里尤于2022年1月1日时的人口数量为143人。